# Диканська волость
Диканська волость — історична адміністративно-територіальна одиниця Полтавського повіту Полтавської губернії з центром у селі Диканька.
Станом на 1885 рік складалася з 16 поселень, 9 сільських громад. Населення — 6469 осіб (1865 чоловічої статі та 1926 — жіночої), 991 дворове господарство.
|                     | Площа, десятин | У тому числі орної, дес. |
| ------------------- | -------------- | ------------------------ |
| Сільських громад    | 3421           | 2407                     |
| Приватної власності | 6768           | 4169                     |
| Іншої власності     | 82             | 67                       |
| Загалом             | 10271          | 6643                     |

Основні поселення волості:
- Диканька — колишнє державне та власницьке село при річці Саяни за 24 версти від повітового міста, 4146 осіб, 686 дворових господарств, 2 православні церкви, школа, постоялий двір, 4 постоялих будинки, механічний, лісопильний, пивоварний, ливарний, гончарний і цегельний заводи, крупорушка.
- Брусія — колишнє державне село при річці Ворскла, 180 осіб, 42 дворових господарства, православна церква, постоялий будинок.

Старшинами волості були:
- 1900—1904 роках селянин Степан Іванович Федорець[2],[3];
- 1913—1915 роках селянин Семен Савелійович Перець[4],[5].